# Белоголовый, Николай Андреевич
Николай Андреевич Белоголовый (1834, Иркутск — 1895, Москва) — русский врач, общественный деятель; публицист, литератор, автор мемуаров.

## Биография
Родился 5 (17) октября 1834 года в Иркутске в купеческой семье (представители рода были гласными Иркутской городской думы). Начальное образование получил в семье декабриста А. П. Юшневского, позднее его учителем был А. В. Поджио. В 1846 году был определён отцом в частный пансион Эннеса в Москве, где познакомился с С. П. Боткиным, ставшим другом на всю его жизнь.
Планировал поступить на словесный факультет Московского университета, однако в силу ряда обстоятельств должен был определиться на медицинский факультет Московского университета, который окончил в 1855 году. Получил должность городского врача в Иркутске, основал там медицинское общество.
Продолжил своё образование за границей, слушал лекции в германских университетах. В 1862 году защитил докторскую диссертацию. Для занятий научной деятельностью поселился в Санкт-Петербурге. Занимался благотворительностью. Был знаком со многими замечательными людьми той эпохи, многих из них лечил (опубликовал мемуарно-медицинский очерк о предсмертной болезни Н. А. Некрасова).
В 1880 году оставил медицинскую практику и полностью посвятил себя литературной деятельности. Жил с женой в Швейцарии, там встречался с русскими эмигрантами. Писал статьи для газеты «Общее дело», позднее стал главным редактором этого печатного органа русской эмиграции. Противник революционных изменений, Белоголовый в шутку называл себя «постепеновцем» — сторонником постепенных преобразований. Его целью было объединение всех оппозиционных течений.
Скончался в Москве 6 (18) сентября 1895 года. Похоронен на кладбище Покровского монастыря, которое после революции было ликвидировано.

## Литературное творчество
Печатался в газетах «Колокол», «Под суд!», «Общее дело».
Автор книги о враче С. П. Боткине, вышедшей в серии «Жизнь замечательных людей».
Оставил воспоминания о писателях Н. А. Некрасове, М. Е. Салтыкове-Щедрине, декабристах братьях Борисовых, А. П. Юшневском, А. В. Поджио.
«Воспоминания и другие статьи» Белоголового до революции выдержали четыре издания.
В Иркутске произведения входят в региональную школьную программу по внеклассному чтению.

### Избранная библиография
- Царь и его подпоры трона. — Genève : M. Elpidine, 1888 ([Тип. «Общего дела»]). — 16 с.
  - 3-е изд. — Caronge (Genève) : M. Elpidine, 1894.
- Студенческий волнения в России и закрытие университетов. — Genève : M. Elpidine, 1888 ([Тип. «Общего дела»]). — 16 с.
- Наши посольства и консульства : Посвящ. рус. путешественникам. — Geneve : M. Elpidine, libraire-ed, 1888. — 24 с.
  - 2-е изд. — Geneve : M. Elpidine, libraire-ed, 1894.
- Как царь любит своих детей. — Geneve : M. Elpidin, libraire-ed, 1889. — 11 с.
  - 2-е изд. — Geneve : М. К. Элпидин, 1898.
- Граф Михаил Тариелович Лорис-Меликов : Воспоминания д-ра Н. А. Белоголового. 1878—1888. — Санкт-Петербург : тип. В. С. Балашева, 1889. — 38 с.
- С. П. Боткин: Его жизнь и врачебная деятельность. — СПб., 1892. — 80 с. — тираж 8.100 экз. — («Жизнь замечательных людей»)
- Воспоминания и другие статьи / Н. А. Белоголовый.
  - 2-е изд. — Москва : Типо-лит. К. Ф. Александрова, 1897. — XXXII, XII, 654 с., 9 л. ил. : портр.
  - 4-е изд. — Санкт-Петербург : Литературный фонд, 1901. — XXXVIII, 560, X с. : ил., портр.

## Память
- В Иркутске на здании Иркутской областной детской клинической больницы установлена мемориальная доска в память о Николае Белоголовом[4].